# Котек, Тина
Ти́на Ко́тек (англ. Tina Kotek; род. 30 сентября 1966, Йорк, штат Пенсильвания, США) — американский политик; член Демократической партии США. Действующий губернатор Орегона. Спикер Палаты представителей штата Орегон в 2013—2022 годах. В 2007—2022 годах являлась членом Палаты представителей штата Орегон от 44-го округа. В 2011—2013 годах была лидером меньшинства в Палате представителей штата Орегон.

## Биография
Родилась 30 сентября 1966 года в городе Йорк в штате Пенсильвания в семье среднего класса. Её отец чешского происхождения, а мать — словенского. Тина окончила среднюю школу Далластауна. В 1987 году переехала в Орегон. Окончила Орегонский университет со степенью бакалавра в области религиоведения. Продолжила образование в Вашингтонском университете, который окончила со степенью магистра в области международных исследований.
До избрания на должность представителя служила общественно-политическим адвокатом в «Орегонском продуктовом банке» (англ. Oregon Food Bank) и политическим директором организации «Прежде детям Орегона» (англ. Children First for Oregon). Работала сопредседателем Коалиции социальных служб штата Орегон во время бюджетного кризиса 2002 года. Некоторое время была сопредседателем Консультативного комитета по Медикейд при губернаторе Орегона.
Котек — открытая лесбиянка. В 1990 году совершила каминг-аут перед родителями и родственниками, которые поддержали её решение вести честную и открытую жизнь. Увлекается спортом, болеет за женскую футбольную команду Портлендские пилоты. Также увлекается чтением, любимая книга — трилогия Толкина «Властелин колец». Состоит в гражданском партнёрстве с Эми Уилсон. В настоящее время пара проживает в Кентоне, пригороде Портленда, вместе с йоркширским терьером по кличке Руди.
В предвыборных кампаниях Котек активно участвует Фонд победы геев и лесбиянок, который оказывает ей финансовую и стратегическую помощь. Во время своего первого срока в Палате представителей она не только поддержала модернизацию государственной программы социального обеспечения и установление общегосударственных стандартов для продуктов питания в школах, но также содействовала принятию законов, запретивших дискриминацию по признаку сексуальной ориентации и обеспечивших брачное равенство в штате Орегон.

### Политическая деятельность
Котек — член Демократической партии США. В 2004 году баллотировалась в Палату представителей Орегона от 43-го округа; проиграла первичные выборы. В 2006 году была избрана в Палату представителей от 44-го округа. На первичных выборах победила двух других кандидатов-демократов, набрав более половины голосов. На всеобщих выборах победила оппонента-республиканца с большим преимуществом. На всеобщих выборах 2008 года у Коток не было оппонентов, так как она победила на первичных выборах демократов в 44-м округе и на первичных выборах республиканцев с помощью вписанных голосов. В 2010 году снова победила на первичных выборах демократов, набрав более 85% голосов, и на всеобщих выборах обошла кандидата-республиканца, набрав почти 81% голосов.
В июне 2011 года Палата представителей Демократической партии избрала Котек своим лидером. Котек была кнутом от демократов на 75-й сессии Законодательного собрания Орегона, а также временно исполняла обязанности спикера, которые делила с республиканцем Энди Олсоном во время 76-й сессии Законодательного собрания Орегона в 2011 году. После того, как демократы получили большинство в Палате представителей Орегона на выборах 2012 года, они выдвинули Котек на должность спикера 77-й сессии Законодательного собрания Орегона (2013—2014). Она была переизбрана на эту должность во время 78-й  (2015—2016), 79-й (2017—2019) и 80-й (2019—2021) сессий Законодательного собрания Орегона.
После отставки орегонского губернатора Джона Кицхабера в феврале 2015 года и начала предвыборной кампании Кейт Браун, кандидатура Котек рассматривалась на место государственного секретаря Орегона. Сама Котек отрицала желание занять этот пост. В декабре 2016 года она возглавила Комитет Демократической партии по предвыборной кампании в законодательные собрания. 1 сентября 2021 года Котек выдвинула свою кандидатуру на выборах губернатора штата Орегон в 2022 году. Она подала в отставку с поста спикера 16 января 2022 года и со своего места в Палате представителей 21 января, чтобы сосредоточиться на своей предвыборной кампании. Её главным оппонентом на праймериз Демократической партии был казначей штата Тобиас Рид. 17 мая 2022 года она победила на праймериз Демократической партии, набрав 57,9 % голосов против 32,4 %. На всеобщих выборах, состоявшихся 8 ноября 2022 года, главными оппонентами Котек были кандидат от республиканцев и бывший член Палаты представителей штата Кристин Дрэйзен и независимый кандидат и бывший сенатор штата Бетси Джонсон. После подсчёта голосов Котек была объявлена победителем, она набрала более 47% голосов против 43,6 % — у Дрэйзен и 8,6 % — у Джонсон. Сбор пожертвований Котек был на втором месте после Ника Кристофа, которого также поддерживали Анджелина Джоли и Мелинда Гейтс.